# PFC CSKA 소피아
PFC CSKA 소피아(불가리아어: ПФК ЦСКА София)는 불가리아의 축구 클럽으로 수도 소피아를 연고지로 삼고 있다. 이 클럽은 1948년에 창단 되었고 불가리아에서 가장 성공적인 클럽으로 뽑힌다.
CSKA 소피아는 2015년에 해결되지 않은 빚으로 인해 A PFG에서 V AFG로 강등된 적이 있다.

## 역대 성적
- 불가리아 챔피언십 : 31 (최다 우승)

1948, 1951, 1952, 1954, 1955, 1956, 1957, 1958, 1959, 1960, 1961, 1962, 1966, 1969, 1971, 1972, 1973, 1975, 1976, 1980, 1981, 1982, 1983, 1987, 1989, 1990, 1992, 1997, 2003, 2005, 2008
- 트레타리가 (남서부) : 1

2016
- 불가리아 컵 (공식 대회) : 21

1951, 1954, 1955, 1961, 1965, 1969, 1972, 1973, 1974, 1983, 1985, 1987, 1988, 1989, 1993, 1997, 1999, 2006, 2011, 2016, 2021
- 불가리아 컵 (비공식 대회) : 1

1981
- 불가리아 슈퍼컵 : 4

1989, 2006, 2008, 2011

## 선수 명단

### 현역
참고: FIFA 자격 규정에 따라 소속된 국가대표팀 국기를 표시합니다. 선수는 복수의 FIFA 비회원국 국적을 가지고 있을 수 있습니다.
| 번호 | 포지션 | 국적       | 이름            |
| ---- | ------ | ---------- | --------------- |
| 1    | GK     |            | 구스타부 부사투 |
| 6    | DF     | 스코틀랜드 | 리암 쿠퍼       |

| 번호 | 포지션 | 국적 | 이름 |
| ---- | ------ | ---- | ---- |

## 역대 감독
| 감독                  | 임기        |
| --------------------- | ----------- |
| 디미터르 페네프       | 1985 ~ 1991 |
| 디미터르 페네프       | 1998 ~ 2000 |
| 디미터르 페네프       | 2008 ~ 2009 |
| 이오안 안도네         | 2010        |
| 디미터르 페네프       | 2011 ~ 2012 |
| 흐리스토 스토이치코프 | 2013        |
| 륩코 페트로비치       | 2019        |